# Giải vô địch bóng đá trẻ châu Á 1964
Giải vô địch bóng đá trẻ châu Á 1964 được tổ chức tại Sài Gòn, Việt Nam Cộng hòa. Tổ chức thành công giải đấu là một nỗ lực của Việt Nam Cộng Hòa trong hoàn cảnh đất nước đang ở trong tình cảnh chia cắt, chiến tranh

## Các đội tham dự
Các đội sau đã tham gia giải đấu:
- Miến Điện
- Ấn Độ
- Israel
- Nhật Bản
- Malaysia
- Hàn Quốc
- Thái Lan
- Việt Nam Cộng hòa (chủ nhà)

## Vòng bảng

### Bảng A
| Đội      | ST | T | H | B | BT | BB | HS  | Điểm |
| -------- | -- | - | - | - | -- | -- | --- | ---- |
| Israel   | 3  | 3 | 0 | 0 | 10 | 0  | +10 | 6    |
| Hàn Quốc | 3  | 2 | 0 | 1 | 3  | 4  | –1  | 4    |
| Nhật Bản | 3  | 0 | 1 | 2 | 1  | 4  | –3  | 1    |
| Thái Lan | 3  | 0 | 1 | 2 | 1  | 7  | –6  | 1    |

Kết quả:
| 19 tháng 4 | Hàn Quốc | 1–0 | Nhật Bản |
|            | Israel   | 4–0 | Thái Lan |
| 23 tháng 4 | Nhật Bản | 1–1 | Thái Lan |
|            | Israel   | 4–0 | Hàn Quốc |
| 26 tháng 4 | Hàn Quốc | 2–0 | Thái Lan |
|            | Israel   | 2–0 | Nhật Bản |

### Bảng B
| Đội               | ST | T | H | B | BT | BB | HS | Điểm |
| ----------------- | -- | - | - | - | -- | -- | -- | ---- |
| Miến Điện         | 3  | 2 | 0 | 1 | 8  | 3  | +5 | 4    |
| Malaysia          | 3  | 1 | 1 | 1 | 6  | 6  | 0  | 3    |
| Việt Nam Cộng hòa | 3  | 1 | 1 | 1 | 1  | 3  | –2 | 3    |
| Ấn Độ             | 3  | 0 | 2 | 1 | 1  | 4  | –3 | 2    |

Kết quả:
| 18 tháng 4 | Việt Nam Cộng hòa | 0–3 | Malaysia  |
|            | Miến Điện         | 3–0 | Ấn Độ     |
| 22 tháng 4 | Miến Điện         | 5–2 | Malaysia  |
|            | Việt Nam Cộng hòa | 0–0 | Ấn Độ     |
| 25 tháng 4 | Ấn Độ             | 1–1 | Malaysia  |
|            | Việt Nam Cộng hòa | 1–0 | Miến Điện |

## Tranh hạng ba
| Malaysia                                              | 5–1 | Hàn Quốc           |
| ----------------------------------------------------- | --- | ------------------ |
| Looi Loon Teik ?' ?' · S.Karathu ?' · Dali Omar ?' ?' |     | Cheung Dong-Soo ?' |

## Chung kết
| Miến Điện | 0–0 Chia sẻ danh hiệu | Israel |
| --------- | --------------------- | ------ |
|           |                       |        |

## Vô địch
| Giải vô địch bóng đá trẻ châu Á 1964 |
| ------------------------------------ |
| · Miến Điện · Lần Lần thứ 3          |

| Giải vô địch bóng đá trẻ châu Á 1964 |
| ------------------------------------ |
| · Israel · Lần đầu tiên              |